# خانه حاج رحیم محسنی
خانه حاج رحیم محسنی ماسوله